# Argon (bướm nhảy)
Argon là một chi bướm ngày thuộc họ Bướm nâu.

## Các loài
- Argon argus
- Argon casca
- Argon cerymicoides
- Argon rastaca